# Aldegunda
Santa Aldegunda de Maubeuge (en latín: Aldegundis) (c. 639–684) fue una noble y abadesa franca. Estuvo íntimamente relacionada con la familia real merovingia. Sus padres, después honrados como San Waldeberto, conde de Guînes, y San Bertilia, vivieron en Flandes en el condado de Henao. Fue tía de Santa Maldalberta y Santa Aldetrudis, quienes también fueron abadesas en el monasterio que ella misma fundaría. Santa Aldegunda es una de las más famosas de lo que Aline Hornaday llamaría la línea merovingia de santos. Es venerada como santa, el 30 de enero.
Aldegundis fue pretendida por el rey de Inglaterrapero lo rechazó para escoger la vía de la virginidad y la vida religiosa. Junto a su hermana, Santa Valdetrudis, fundó una pequeña enfermería que con el tiempo llegaría a ser la famosa abadía de las monjas benedictinas en Maubeuge (Francia, muy cerca de la frontera con Bélgica) y donde fue la primera abadesa.  
Según las evidencias, moriría de un cáncer de pecho. En la liturgia católica se celebra su fiesta el 30 de enero.. 
Hay muchos escritos sobre su vida, pero ninguno de ellos contemporáneos a la santa. Algunos de ellos, incluyendo la biografía que en el siglo X escribió el monje Hucbaldo, fueron publicados por los bolandistas (Acta SS., 11 de enero de 1034–35).